# Тіста
Тіста (англ. Teesta, неп. टिस्ता खोला — «Тіста Кхола», бенг. তিস্তা নদী — «Тіста Ноді») — річка в Індії та Бангладеш, притока Брахмапутри. Тіста — головна водна артерія штату Сіккім, що протікає через весь штат, прорізаючи глибоку долину в Гімалаях з власним мікрокліматом. На деякому протязі утворює межу між штатами Сіккім та Західний Бенгал, потім протікає по Західному Бенгалу і регіону Рангпур Бангадеш, де впадає до Брахмапутри.

## Течія

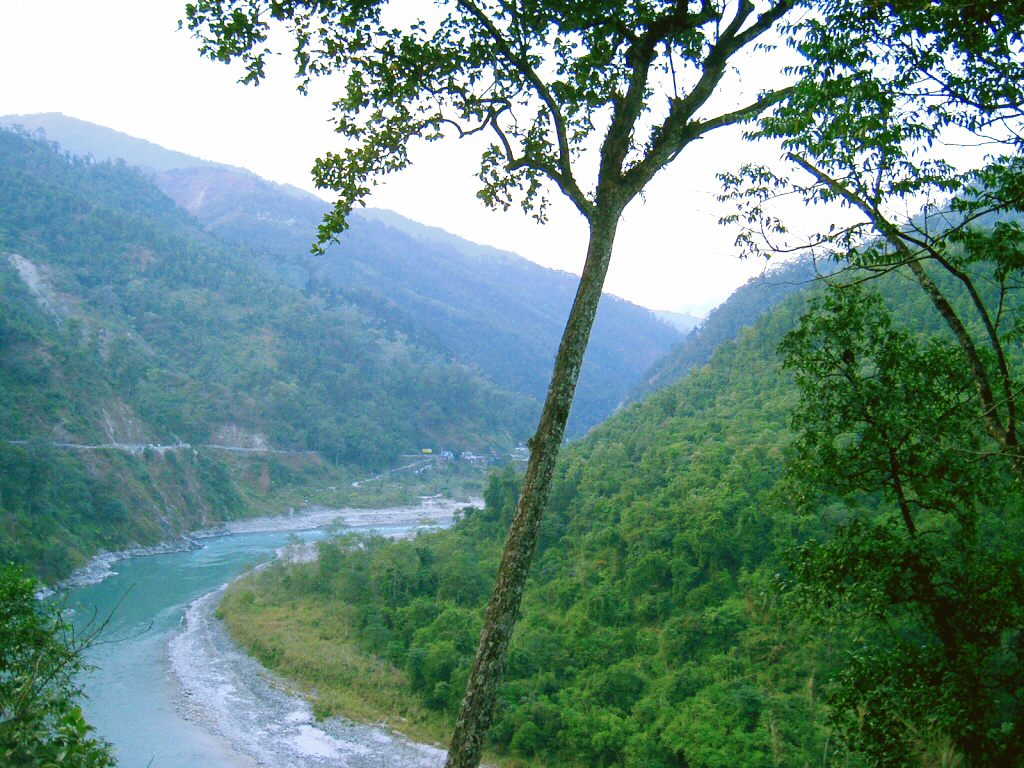
Річка Тіста поблизу міста Калімпонґ.

Тіста витікає з озера Кханґчунґ, що живлеться льодовиком Тіста, на крайньому північному сході Сіккіма, на межі з Тибетом. У верхній течії річка називається Чомбо (англ. Chombo). Вона спочатку тече на захід, уздовж північного кордону Сіккіму, потім повертає на південь і розрізає штат фактично навпіл. Великі притоки в Сіккімі: права Зему — живлеться від найбільшого в Сіккімі льодовика Зему; ліва Лачунґ — збирає весь стік південного схилу масиву Канґченґ'яо, з північного схилу якого починається і сама Тіста; права Талунґ — збирає весь стік масиву Канченджанґа на південь від льодовика Зему; ліва Ранґпо. У міста Ранґпо Тіста повертає на південний захід і тече межею штатів Сіккім і Західний Бенгал. Біля підвісного моста, яким проходить дорога з Дарджилінга до Калімпонґа і Ґанґтока, в Тісту впадає її найбільша (права) притока Ранґіт. Після цього річка повертає на південь і тече територією Західного Бенгалу, зокрема під Мостом Коронації. Далі річка переходить на територію регіону Рангпур в Бангладеш і впадає до головного рукава Брахмапутри Джамуна, поблизу міста Фулчеррі.

## Географія
У верхній течії, в Сіккімі, річка прорізала яри та ущелини в горбистому ландшафті. На берегах ростуть листяні дерева і чагарники, характерні для субтропічного клімату, на великих висотах на схилах ущелин з'являється альпійська рослинність. Зустрічаються мілини з білого піску, який використовується в будівельній промисловості Сіккіма.
Між поселеннями Ранґпо і Лохапул Тіста характеризується дуже сильною течією. Ця ділянка дуже популярна серед любителів рафтингу, зручними туристичними центрами для цього служать поселення Тіста-Базар і Меллі. Рафтинг на Тісті в деяких місцях може бути небезпечним, так у 1915 році міський інженер Дарджилінга, Робертсон, потонув після того, як його човен через сильну течію потрапив у вир.
У сезон мусонів рівень річки істотно збільшується; збільшується також швидкість течії. У верхній течії річки часті зсуви, що загачують річку.

## Зміни русла річки
Після 1500 року русла деяких рівнинних річок Бенгалії зазнали великих змін; вважається, що аналогічні зміни відбувалися також і раніше, хоча авторитетних джерел, які підтвердили б ці процеси немає. Зокрема і русло Тісти в нижній течії неодноразово змінювалося з часом.
Раніше Тіста на південь від Джалпайґурі текла трьома рукавами: Каратоя на сході, Пунарбхаба на заході і Атраї в центрі. Ймовірно саме така конфігурація і надала назву річці, Тристрота (що складається з трьох потоків), що пізніше було скорочене до Тіста. Пунарбхаба впадала в річку Махананда, а Атраї протікала через заболочену місцевість, відому як Чалан-Бів, і впадала в Каратою, після чого остання впадала в річку Падма біля Джафарґанджа. Після спустошливої повені 1787 року Тіста змінила своє русло і повернуло на південний схід, де злилася з Брахмапутрою.
Найстарішими картами Бенгалії, що дійшли до нас, є карти Реннеля, виконані з 1764 по 1777 роки. На цих картах показано, що в Бенгалії Тіста розділяється на рукави, що по черзі впадають в Махананду, яка, у свою чергу, під назвою Хоорсагар впадала в Ганг біля сучасного міста Ґоалундо. Річка Хоорсагар існує досі, але впадає не до Гангу, а в основний рукав річки Брахмапутри Джамуна на декілька кілометрів вище Ґоалундо, де остання впадає в Падму.

## Використання ресурсів
Уряд Сіккіму в 2000 оголосив про плани будівництва 26 гідроелектростанцій на Тісті. Чотири заплановані водосховища мають знаходитися на території Національного парку Канченджанґа. Хоча уряд стверджує, що будівництво не вплине на екологію парка, плани викликали широкий суспільний протест.